# Spirit (Eluveitie-Album)
Spirit (engl. für Geist) ist das Debütalbum der Schweizer Pagan-Metal-Band Eluveitie. Das Album wurde am 2. Juni 2006 unter dem niederländischen Plattenlabel Fear Dark Records veröffentlicht. Unter dem Plattenlabel Twilight Records wurde das Album 2007 erneut veröffentlicht.

## Entstehung
Bereits im Dezember 2005 waren die Aufnahmen für das Album beendet. Während das Schlagzeug, der Bass und der Gesang in der Klangschmiede Studio E in Mellrichstadt, Deutschland aufgenommen wurden, wurden alle akustischen Instrumente sowie der klare Gesang im Ballhorn Studio in Kyburg ZH, Schweiz eingespielt. Gemixt wurde das Album mit Markus Stock erneut in der Klangschmiede Studio E im Januar 2006. Das Mastering fand im Februar in den Mailmen Studios in Utrecht, Niederlande, mit Hilfe von Martijn van Groenveldt statt.
Das Album wurde am 2. Juni 2006 veröffentlicht und kann seit August auch heruntergeladen werden. Am 26. wurde das Video zum Lied „Of Fire, Wind & Wisdom“ veröffentlicht. Im Dezember 2006 unterzeichnete die Band einen Plattenvertrag mit dem deutschen Plattenlabel Twilight Records. Unter Twilight Records wurde das Album 2007 erneut veröffentlicht.

## Kritik
Insgesamt fielen die Kritiken zum Album gemischt aus. Markus Jakob von metalnews.de vergibt für das Album 6 von 7 Punkten und lobt vor allem die guten Aufnahmen und die „messerscharfe“ Produktion. Ausserdem hebt er die Authentizität der Band hervor:

„Wenn Fantasy- und mittelalterliche Themen im Metal perfekt vertont werden können, dann von dieser Band.“

Schwermetall.ch wiederum vergibt 8 von 13 Punkten und bemängelt das Mastering der CD:

„Alles ist gleich laut, keine Dynamik, das Schlagzeug (besonders die Becken) kommen und gehen, dank totaler Überkomprimierung des Drumbusses“

Ronny Bittner vom deutschen Metal-Magazin Rock Hard lobt vor allem „Die Kombination aus Schweden-Death und Pagan-Elementen“ und kritisiert jedoch die Abmischung:

„Allerdings ist die Flöte oftmals zu präsent nach vorne gemixt worden, während von den beiden Geigenspielerinnen leider nicht so viel zu hören ist.“

Trotz der erreichten 4 von 7 Punkten im Metal Hammer Soundcheck fällt das Review von Gunnar Sauermann in der Ausgabe 12/2006 ernüchternd aus:

„Die Mischung [aus Melodic Death Metal und Irischer/keltischer Folklore] ist im ersten Moment recht originell, doch auf Dauer ermüdet das insulare Gedudel. Dann doch lieber The Bothy Band oder Planxty mit dem Original. Nur die exzellente Produktion aus dem Klangschmiede Studio bewahrt SPIRIT vor dem Fall in tiefere Abgründe.“

## Inhalt

### Titelliste
1. Spirit – 2:32
2. Uis Elveti – 4:24
3. Your Gaulish War – 5:10
4. Of Fire, Wind & Wisdom – 3:05
5. Aidû – 3:10
6. The Song of Life – 4:01
7. Tegernakô – 6:42
8. Siraxta – 5:39
9. The Dance of Victory – 5:24
10. The Endless Knot – 6:58
11. AnDro – 3:41

### Texte
Die Texte handeln ausschliesslich von keltischen Themen, den Helvetiern und den Galliern im Allgemeinen. Sie erzählen Geschichten, Mythen, Alltagsleben, Kriege und Spiritualität der alten Völker.
Alle Texte wurden von Chrigel Glanzmann verfasst, mit Ausnahme von „Siraxta“, das von David Stifter geschrieben wurde und „Spirit“, dessen Vorlage aus dem alten Gallien stammt und dessen Urheber unbekannt ist.

### Musik und Aufmachung
Die Musik wurde von Chrigel Glanzmann geschrieben, mit Ausnahme von „The Endless Knot“ und „Of Fire, Wind & Wisdom“, die von Ivo Henzi und Chrigel Glanzmann geschrieben wurden. Die Fiddle-Noten in „The Endless Knot“ wurden von Daire Bracken geschrieben und Eoin Duignan schrieb die Whistle-Noten zu „Your Gaulish War“. Arrangiert wurde die Musik von Eluveitie.
Das Artwork des Albums wurde von Travis Smith und Chrigel Glanzmann entworfen. Das Cover und die Band-Fotografien machte Ghislaine Ayer, die Porträts schoss Christoph Oeschger.

## Gastmusiker
Guido Rieger spricht die gallischen Verkündigungen im Lied „Spirit“. Selina und Adrian Wagner steuern den Kindergesang auf „The Song of Life“ bei und Toby Roth spielt das Akkordeon.